# Zeche Wecklenbank
Die Zeche Wecklenbank ist ein ehemaliges Steinkohlenbergwerk im Bereich der heutigen Essener Ortsteile Horst und Eiberg. Es befand sich in der Nähe des Hauses Horst und war auch unter dem Namen Zeche Wecklenbanck Gerichts Horst bekannt.

## Bergwerksgeschichte
Das Bergwerk war bereits im Jahr 1737 unter dem Namen Wecklenbanck Gerichts Horst in Betrieb. Im Jahr 1778 erfolgte die Belehnung an die Bergrechtliche Gewerkschaft Inner der (adeligen) Baut Horst. Im Jahr 1783 erfolgte eine erneute Belehnung, diesmal an die Gewerkschaft Außer der (adeligen) Baut Horst. Im Jahr 1785 waren beide Feldesteile in Betrieb und wurden vermessen. Im Jahr 1796 wurde im Bereich von Schacht 7 (Schacht Samuel) abgebaut. Zwei Jahre später wurde ein neuer Stollen angesetzt. Das Stollenmundloch befand sich am heutigen Wasserkraftwerk Horster Mühle. Anschließend wurde der Stollen in nördlicher Richtung aufgefahren. Im Jahr 1800 waren der Schacht 1 und der Schacht 7 in Förderung. Am 16. Januar des Jahres wurden zwei Längenfelder neu verliehen. Das erste Längenfeld wurden unter dem Namen Wecklenbank in der Baut und das zweite Längenfeld wurde unter dem Namen Wecklenbank außer der Baut verliehen. Ab dem Jahr 1805 war das Bergwerk für mehrere Jahre in Betrieb, und ab März des Jahres 1813 für mehrere Jahre in Fristen gelegt.
In den Jahren 1819 bis 1823 wurde wieder Abbau betrieben. In den Jahren 1830 bis 1831 wurde mit der Auffahrung eines neuen Stollens begonnen. Das Stollenmundloch dieses Stollens befand sich am heutigen Vogelsang'schen Wasserkraftwerk in einer Höhe von +51 m NN. Der Stollen wurde nach der Stilllegung des Bergwerks zum Horster Erbstollen. Um das Jahr 1831 wurde weiter Stollenbau betrieben, außerdem war ein Schacht auf dem Wielandsberg vorhanden. Im Jahr 1833 wurde der Stollen höher gelegt und aufgewältigt, außerdem fanden Reparaturarbeiten statt. Im Oktober des darauffolgenden Jahres wurde mit dem Abbau begonnen, der Stollen wurde weiter aufgefahren. Am 23. März des Jahres 1835 wurde für den neuen Stollen die Erbstollengerechtigkeit verliehen. Am Jahresende erreichte der Stollen eine Auffahrungslänge von 733 Lachtern. Im Februar des Jahres 1836 wurde das Bergwerk stillgelegt. Der Stollen, der sich im Feld Wecklenbank außer der Baut befand, wurde umbenannt in Horster Erbstollen. Im Jahr 1871 konsolidierte der Betriebsteil Wecklenbank inner der Baut zur Zeche Horst. Im Jahr 1882 wurde der Betriebsteil Wecklenbank außer der Baut zur Zeche Eiberg zugeschlagen.